# Varanus nuchalis
Varanus nuchalis — представник родини варанових.

## Опис
Основне забарвлення — чорне, малюнок може бути дуже мінливим. Зразки з островів Негрос, Панай і Себу на спині мають поперечні ряди світлих плям, а тварини з островів Масбате і Тікао однотонно чорні. У всіх тварин цього виду відмітний білуватий малюнок на голові. Луски на шиї збільшені. Довжина хвоста приблизно в 1,4-1,7 рази перевищує довжину тіла.

## Спосіб життя
Цей вид варанів добре пристосований до напівводного способу життя, про що свідчить сильно стислий з боків хвіст. Це денний вид.

## Розповсюдження
Ендемік Філіппін, де живе на островах Негрос, Панай, Себу, Масбате, гуімарас, Ромблон, Тікао, Боракай, Сібуян, Таблас, Сіквіджор і Бантаян від рівня моря до близько 700 м над рівнем моря. Цей вид зуятрічається в широкому діапазоні середовищ існування, в тому числі низовинних лісах і посівних площах (наприклад, кокосові плантації). Переважні місця проживання це мангрові ліси і вид є загальним в областях ставків.

## Загрози та охорона
Загрозами у частинах ареалу є надмірний промисел для їжі, шкіри, торгівлі та сувенірів. Занесений до Додатка II СІТЕС. Присутній у різних охоронних територіях.